# 5430 Luu
5430 Luu este un asteroid din centura principală, descoperit pe 12 mai 1988, de Carolyn Shoemaker.